# Doppia esposizione (romanzo)
Doppia esposizione (L'Emprise) è un romanzo dello scrittore canadese Gaetan Brulotte, pubblicato nel 1979.
L'autore descrive, attraverso il suo doppio, ciò che accadeva negli anni settanta del XX secolo in Canada dove Istituti psichiatrici praticavano la castrazione come pena nel caso di crimini a sfondo sessuale o di sessualità non conformi.
Il romanzo è stato riadattato per la televisione e il cinema ed è stato tradotto in inglese, serbo, e italiano.
Rientra nella selezione dei migliori cento romanzi del Québec. In Canada, ha vinto il Premio Robert-Cliche nel 1979.

## Trama
In Doppia esposizione ("L'Emprise"), romanzo la cui prima edizione risale al 1979, uno scrittore segue un emarginato esibizionista che vagabonda per le strade del suo quartiere e che lo interessa come possibile personaggio di un suo romanzo. Vuole sapere tutto su di lui e spinge la sua inchiesta fino a spossessarlo. L'autore esamina qui i rapporti etici tra lo scrittore e i suoi oggetti di ricerca, che sono degli esseri umani, come anche i rapporti tra l'individuo e la società. Più precisamente, si chiede fin dove possa arrivare la società nelle sue volontà di censura della sessualità degli individui che non sono conformi alla norma: in questo caso l'esibizionismo.
Ciò lo ha condotto alle seguenti domande: 
- non bisognerebbe cambiare la società invece dell'individuo?
- Qual è il posto riservato nei nostri costumi alla follia "morbida", non aggressiva, che sa mostrare così bene le nostre debolezze collettive e il cui naturale spirito critico dovrebbe esserci così prezioso?
- Brulotte ha quindi scritto questo romanzo per farci riflettere, per scuoterci dal torpore, per denunciare la disumanità della norma, per far prendere coscienza e mettere in luce tutto quanto sul piano sociale rimane inconscio?

## Critica
La critica ha accolto questo romanzo nei seguenti termini: “una grande romanzo”, “un successo”, “sensazionale”, “opera fortemente originale”, “roba di un vero scrittore”, “tra i cinque o sei migliori romanzi della produzione letteraria”, “tra i migliori della produzione quebecchese”, “relativismo caustico e di buona qualità”, “sapientemente scritto”, “ben strutturato”, “un libro la cui trama strana e tra le meglio costruite lascia impressionati”, “senso dell'osservazione poco comune”, “uno degli scrittori importanti della sua generazione”, “notevole rabdomante delle profondità dell'animo umano”, “di una eleganza e di una dignità ineguagliabili”.

## Premi letterari
- Premio Robert-Cliche, 1979.

## Edizioni
- (FR) Gaetan Brulotte, L'Emprise, Montréal, Editions de l'Homme, 1979.
- Gaetan Brulotte, Doppia esposizione, traduzione di  Rahel Francesca Genre, collana Fuori, il Sirente, Fagnano Alto, 2008,  VI-144, ISBN 978-88-87847-13-0.